# Mandela (Olaszország)
Mandela település Olaszországban, Lazio régióban, Róma megyében. Lakosainak száma 910 fő (2023. január 1.). Mandela Roccagiovine, Licenza, Anticoli Corrado, Cineto Romano, Percile, Roviano, Saracinesco és Vicovaro községekkel határos.

## Népesség
A település lakossága az elmúlt években az alábbi módon változott:
| Lakosok száma | 934  | 912  | 910  |
|               | 2017 | 2018 | 2023 |